# The Warrens of Virginia
The Warrens of Virginia er en amerikansk stumfilm fra 1915 af Cecil B. DeMille.

## Medvirkende
- Blanche Sweet som Agatha Warren.
- James Neill som General Warren.
- Page Peters som Arthur Warren.
- Mabel Van Buren som Mrs. Warren.
- House Peters som Ned Burton.